# Main Street (2010)
Main Street (bra: Bom Demais pra Ser Verdade) é um filme de drama independente dos Estados Unidos de 2010 sobre vários residentes de Durham, Carolina do Norte, uma cidade no sul dos Estados Unidos, cujas vidas são mudadas pela chegada de um estranho com um plano polêmico para salvar sua decadente cidade natal.

## Sinopse
Vários residentes de uma pequena cidade do sul cujas vidas são mudadas pela chegada de um estranho com um plano polêmico para salvar sua decadente cidade natal. Em meio aos desafios dos tempos de hoje, cada um dos cidadãos pitorescos desta comunidade unida da Carolina do Norte, buscará maneiras de se reinventar, seus relacionamentos e o próprio coração de sua vizinhança.

## Elenco
- Colin Firth como Gus Leroy
- Ellen Burstyn como Georgiana Carr
- Patricia Clarkson como Willa Jenkins
- Orlando Bloom como Harris Parker
- Amber Tamblyn como Mary Saunders
- Margo Martindale como Myrtle Parker
- Andrew McCarthy como Howard Mercer
- Victoria Clark como Miriam
- Isiah Whitlock Jr. como prefeito
- Tom Wopat como Frank
- Viktor Hernandez como Estaquio
- Juan Piedrahita como José (como Juan Carlos Piedrahita)
- Thomas Upchurch como Trooper Williams
- Dennis Regling como Robert Dunning
- Reid Dalton como Crosby Gage
- Amy da Luz como Rita

## Produção

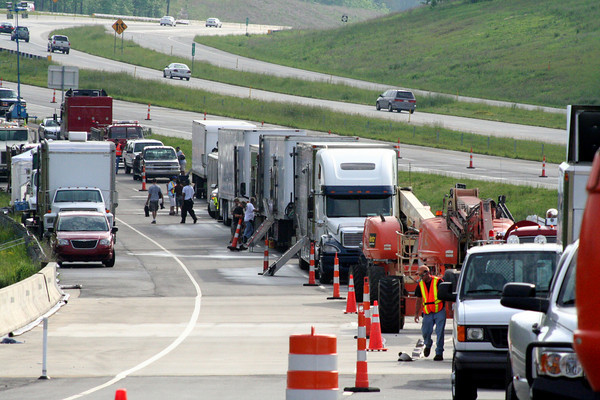
Filmando uma sequência de ação em NC-540 perto de Durham, Carolina do Norte

O filme foi rodado quase inteiramente em Durham, Carolina do Norte em abril e maio de 2009. O roteiro foi escrito pelo escritor premiado pelo Prêmio Pulitzer Horton Foote depois que ele encontrou o centro de Durham vazio em uma visita de fim de semana vários anos antes.
Myriad Pictures comprou os direitos de distribuição internacional em maio de 2009. O filme foi promovido no Festival de Cinema de Cannes de 2009 por seus produtores e estrelas.

## Recepção
A recepção do filme foi geralmente negativa. No site de agregação de resenhas Rotten Tomatoes, o filme tem uma taxa de aprovação de 14% com base nas resenhas de sete críticos, com uma pontuação média de 4.7/10.
Os críticos do Blogcritics analisaram o filme, dizendo: "Tudo o que ocorre no filme parece superficial de alguma forma, e é uma pena porque Main Street tinha todos os elementos básicos que o fariam realmente, um grande filme."